# Zamek Fagnolle
Zamek Fagnolle (jęz. francuski: Château de Fagnolle, jęz. angielski: Fagnolle Castle) - zamek w Belgii w miejscowości Fagnolle, w gminie Philippeville, prowincji Namur. Został zbudowany w XII wieku. Obecnie jest zniszczony.